# Master Rallye
Master Rallye est un jeu vidéo de course de rallye développé par Steel Monkeys et édité par Microïds, sorti en 2001 sur PlayStation 2 et Windows.

## Accueil
- Jeuxvideo.com : 13/20[1]